# Andrzej Kurylewicz
 (août 2013).
Si vous disposez d'ouvrages ou d'articles de référence ou si vous connaissez des sites web de qualité traitant du thème abordé ici, merci de compléter l'article en donnant les références utiles à sa vérifiabilité et en les liant à la section « Notes et références ».

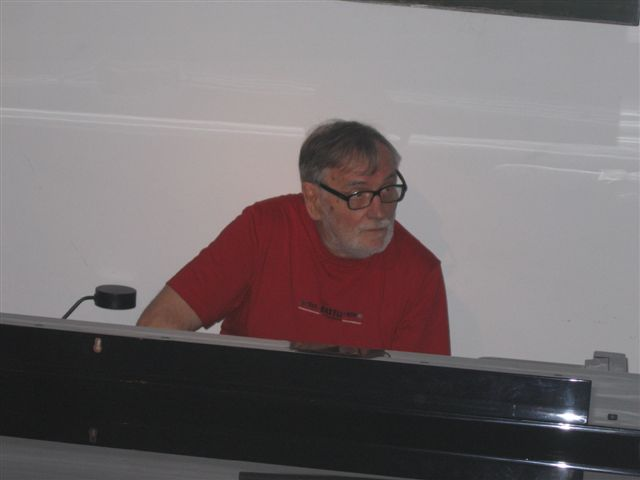
Andrzej Kurylewicz, septembre 2006

Andrzej Roman Kurylewicz (né le 24 novembre 1932, à Lviv et mort le 12 avril 2007 à Konstancin-Jeziorna) - est un musicien polonais, compositeur, pianiste, trompettiste, tromboniste et chef d'orchestre. Auteur de la musique classique (musique de chambre et symphonique), de la musique de théâtre, de film, de ballet et de jazz. Formé par la tradition de la musique classique et jazz dont il était un pionnier en Pologne. Il cultivait ces deux genres de musique parallèlement.

## Biographie

### Formation
À l'âge de six ans, il commence l'étude du piano à l'Académie de Musique de Lviv avec Stanisław Ludkiewycz. Entre 1946-1950, il continue son éducation à l'école de musique à Gliwice et ensuite, entre 1950-1954, il étudie à l’Académie de Musique de Cracovie à la Faculté de piano chez Henryk Sztompka et à la Faculté de composition chez Stanisław Wiechowicz. En 1954, il est exclu de l'école pour son engagement professionnel comme musicien de jazz et pour son refus catégorique de joindre le PZPR [le Parti ouvrier unifié polonais].

### Carrière
En 1954, à l'invitation de Władysław Szpilman, il commence à travailler à Polskie Radio [la radiodiffusion polonaise] à Cracovie, où il fonde le Sekstet Organowy Polskiego Radia [sextuor de la Radio Polonaise]. En 1957, comme premier musicien polonais de derrière le «rideau de fer», il remporte le premier prix au Festival de Jazz à Stuttgart (Allemagne de l'Ouest). En 1958, il épouse la chanteuse Wanda Warska et crée Somnambulicy pour piano, op. 1 et la musique du film Ostatni Strzał.
En 1959, il débute comme compositeur de la musique de théâtre avec Książe Niezłomny de Juliusz Słowacki, réalisé par Mieczysław Kotlarczyk. En même temps, il compose la musique pour le film Powrót réalisé par Jerzy Passendorfer. Entre 1964-1966, il dirige l'Orchestre de la Radio-Télévision Polonaise de Varsovie. Il perd son emploi à cause de son nouveau refus de joindre le parti [le Parti ouvrier unifié polonais]. Entre 1965-1968, il écrit Concerto na tematy Adama Jarzębskiego (I, II, III), op. 2. En 1965, il ouvre une scène - Piwnica Artystyczna Kurylewiczów à Varsovie avec sa femme Wanda Warska. En 1987, leur fille Gabriela Kurylewicz se joint à ses parents.
Entre 1969-1978, il dirige le groupe de musique contemporaine - Formacja Muzyki Współczesnej, jouant du jazz et la musique avant-gardiste européenne, avec lequel il donne des concerts dans le monde entier. Compositeur de la musique de théâtre reconnu, il travaille avec les metteurs en scène les plus réputés, comme Mieczysław Kotlarczyk, Zygmunt Hübner, Adam Hanuszkiewicz, Jerzy Gruza, Erwin Axer. Il compose la musique pour des films de Jerzy Passendorfer, Janusz Morgenstern (Polskie drogi, 1976), Ryszard Ber (Lalka, 1977, Droga, Domy z deszczu), Janusz Majewski (Sublokator, Lekcja Martwego Języka), Zbigniew Kuźmiński (Nad Niemnem) et Janusz Zaorski (Panny i Wdowy).
À partir de 1970, il compose principalement de la musique classique, les solos pour piano comme Piano Crumbs, Tango Domestico, Modlitwa, Tryptyk, Kołowrotek, Pieśni; pour clavecin: Improptu avec Romarin et Blue Tango; pour orgue: Due Pezzi Semplici; pour flûte: Drzeworyt I et II; pour contrebasse: Moods; pour tuba: Tubesque. Il compose aussi la musique sacrée (Missa Brevis, Pięć Psalmów, Te Deum, Salve Regina, Ave Maris Stella, Ave Maria), la musique de chambre (Les Quatuors à cordes I, II, III, IV, Trio à cordes: Dormitina, Trios avec piano: Trio per Tre, Tango Rubio, El Dancion Sentimental, Quintettes avec piano: Gabriela, Larghetto Kamienie Staromiejski et trios et quintettes de cuivres), œuvres pour l'orchestre à cordes (Psalm 60, Szkic do Krajobrazu, Sonet, Serenata Leopolitana, Witraż w Miejscowości N.) et pour l'orchestre symphonique (Schema Quatro per Quatro, Adagio da Dramma, Suita Symfoniczna Pan Tadeusz, Suita Symfoniczna Polskie Drogi, Suita Symfoniczna Lalka, les poèmes symphoniques In Verona, Godzina się Zniża, Szkic Symfoniczny Osiem sekwencji Nad Niemnem, Msza Warszawska).
Andrzej Kurylewicz a composé des cycles de chants sur des paroles de Jan Kochanowski, Juliusz Słowacki, Zygmunt Krasiński, Cyprian Kamil Norwid, Stefan Garczyński, Alexandre Pouchkine, Rainer Maria Rilke, Ossip Mandelstam, Czesław Miłosz, Halina Poświatowska, Maria Pawlikowska-Jasnorzewska, Jarosław Iwaszkiewicz, Stanisław Grochowiak, Zbigniew Herbert; des poètes latins du XIIIe siècle, des poètes baroques allemands, des poèmes contemporains de Julia Hartwig, Ludmiła Marjańska, Gabriela Kurylewicz; des chansons de  Wanda Warska et Agnieszka Osiecka.
En 1999, il fonde Kurylewicz Trio (Andrzej Kurylewicz - piano, Paweł Pańta - contrebasse, Cezary Konrad - batterie), qui selon Bohdan Pociej "charmait par sa finesse, grâce, élégance, goût, précision de jouer, harmonie, invention des variations, forme et fond lyrique."
En 1984, il devient le compositeur en résidence de Wilhelmshaven, à partir de 1989, il collabore avec l'université d'État du Kansas.
Vers la fin de sa vie, il donne des concerts où il joue la musique de Karol Szymanowski et de Frédéric Chopin. Chaque lundi il jouait avec son Kurylewicz Trio, Wanda Warska et Gabriela Kurylewicz dans Piwnica Artystyczna Kurylewiczów à Varsovie.
À partir de 2007, à l'initiative du compositeur, Fundacja Forma [la Fondation Forma], dirigée par sa fille Gabriela Kurylewicz, prépare et publie une édition critique des Œuvres complètes d'Andrzej Kurylewicz. Fundacja Forma gère l'héritage du compositeur en organisant le Festival annuel de musique et de poésie Dni Andrzeja Kurylewicza. La musique d'Andrzej Kurylewicz est toujours jouée à Piwnica Artystyczna Kurylewiczów et regulièrement à Steinway Hall à Londres.
La liste complète des œuvres d'Andrzej Kurylewicz est disponible sur le site de Piwnica Artystyczna Kurylewiczów et de Fundacja Forma.

## Prix et récompenses
- 1965 : Prix PRiTV
- 1978 : Prix Miasta Warszawy
- 1981 : Prix Italia
- 1997 : Medal Miasta Warszawy
- 2001 : Croix d'officier dans l'Ordre du Mérite de la République fédérale d'Allemagne
- 2007 : Croix d'Officier dans l'Ordre Polonia Restituta